# Ryszard Karłowicz
Ryszard Karłowicz (ur. 5 lutego 1919 w Warszawie, zm. 27 lipca 2007) – polski architekt i urbanista, autor wielu projektów architektonicznych i urbanistycznych w tym między innymi generalny projektant miasteczka akademickiego Uniwersytetu Mikołaja Kopernika w Toruniu. Laureat krajowych i międzynarodowych, konkursów urbanistycznych. Autor licznych publikacji naukowych. Członek Głównej Rady Nauki i Szkolnictwa Wyższego.

## Życiorys

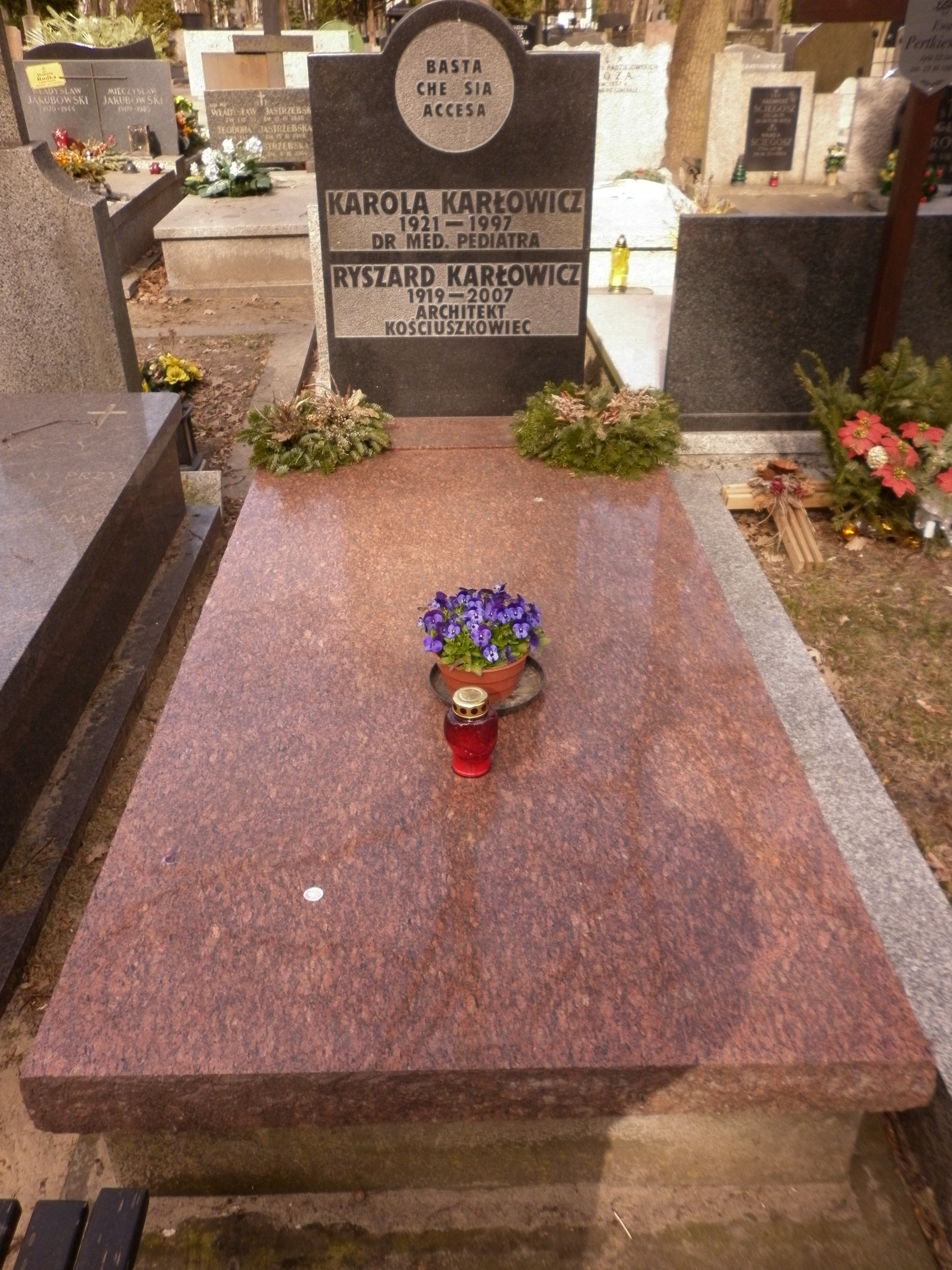
Nagrobek Ryszarda Karłowicza

W czasie II wojny światowej służył w 1 Dywizji Piechoty im. Tadeusza Kościuszki, po zakończeniu działań wojennych pracował w Biurze Odbudowy Stolicy, oraz był członkiem Rady Odbudowy Warszawy. Kierownik Zakładu Osiedli Robotniczych. W latach 1944–1948 należał do PPR, od 1948 należał do PZPR.
Był wieloletnim wykładowcą Wydziału Architektury Politechniki Warszawskiej, a także Politechniki Architektury i Urbanistyki w Algierze i Politechniki Białostockiej, oraz Wydziale Architektury Wyższej Szkoły Ekologii i Zarządzania w Warszawie.
Zmarł 27 lipca 2007, pochowany 3 sierpnia na Cmentarzu Wojskowym na Powązkach w Warszawie (kwatera C19-8-3).

## Odznaczenia
- Krzyż Oficerski Orderu Odrodzenia Polski
- Krzyż Kawalerski Orderu Odrodzenia Polski
- Order Krzyża Grunwaldu
- Order Sztandaru Pracy II klasy[1]

## Realizacje
- przebudowa Starego Miasta i Starego Rynku w Łodzi[3], a także osiedle Bałuty VI, wykonane w stylu socrealizmu[4] w latach 50. XX w.
- Miasteczko akademickie Uniwersytetu Mikołaja Kopernika w Toruniu[5].